# Mapa Borgia
Probablement una peça decorativa o educativa, el Mapa Borgia és un mapamundi fet a principis del segle XV i gravat en una placa metàl·lica. La seva "factura i explicacions escrites la converteixen en una de les peces més precioses de la història de la cartografia”. Té un diàmetre de 646 mm i representa amb diferents colors els diversos accidents geogràfics principals. La seva orientació és amb el nord cap avall, la inversa de la representació cartogràfica convencional actual.

## Història
Es desconeix exactament l'any en què es va crear el mapa Borgia. Una font argumenta que el mapa ha de datar d'algun temps abans de 1453, mentre que una altra font precisa més i suggereix que el mapa es va fer vers el 1450.
A finals del segle XVIII el mapa va arribar a una botiga d'antiguitats, d'on va passar a formar part de la col·lecció del cardenal Stefano Borgia (1731-1804). L'estil d'escriptura del mapa l'identifica amb molta certesa com provinent del sud d'Alemanya. Tanmateix, no se sap res sobre la seva autoria. L'èmfasi en la història i la nomenclatura tradicional (noms/termes/principis) suggereix que es va dissenyar originalment com un mapa històric, per ser usat en una biblioteca o una escola.

## Detalls
Al Mapa Borgia, el Jardí de l'Edèn està situat prop de l'Índia superior, a la desembocadura del Ganges, i és representat com una terra de meravelles i pedres precioses. També és força a prop de la Xina, un lloc representat per minúscules figures que recullen la seda dels arbres.

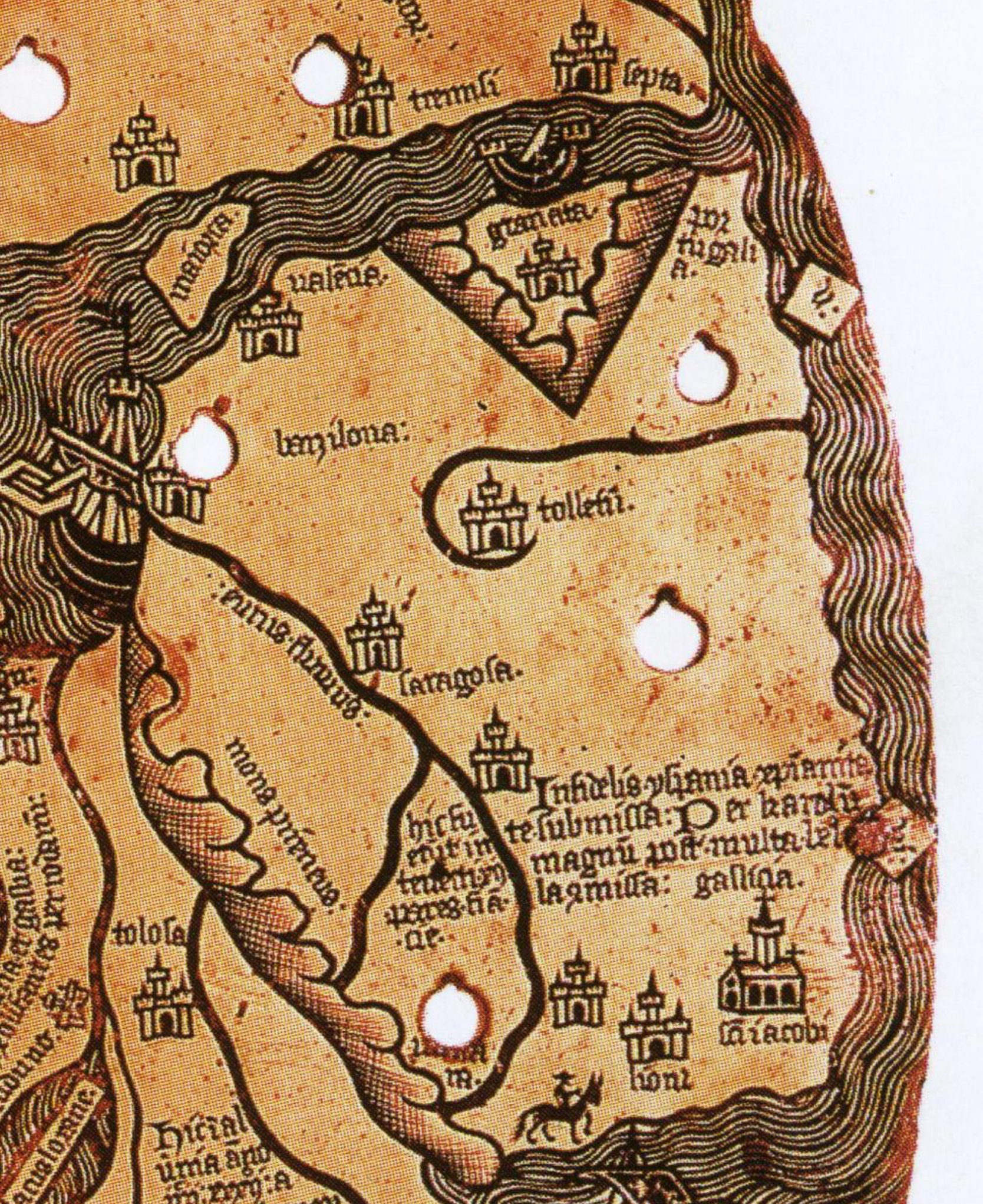
Fragment del Mapa Borgia mostrant la península Ibèrica, amb esment a Barcelona (Barzilona) i València, entre d'altres ciutats.

Els imperis babiloni, d'Alexandre Magne, cartaginès i romà són destacats al mapa en una seqüència ordenada. Sobre el caòtic estat italià de l'època, el cartograf comenta que "Itàlia, bella, fèrtil, forta i orgullosa, per manca d'un sol senyor, no té justícia". Es fan mencions especials de diverses croades, com ara: la campanya de Carlemany a la península Ibèrica, les croades al nord-est d'Europa, Àfrica i Nicòpolis, i l'amenaça "futura" dels Gog i Magog, que són descrits específicament com a "jueus". El mapa té un disseny ben elaborat i es va fer amb la intenció que durés molt de temps.
El Mapa Borgia inclou una llegenda que fa referència a Ebinichibel, que és descrit com "el rei etíop sarraí amb el seu poble que té cap de gos". Aquest només és un dels molts exemples on els extrems blasfems del món es representen com races monstruoses que encara no havien estat convertides pels missioners cristians.